# 4,2-Kilojahr-Ereignis
Als 4,2-Kilojahr-Ereignis, kurz 4,2-ka-Ereignis oder 4,2-ka-BP-Ereignis, wird ein Klimaereignis oder der Zusammenhang mehrerer Klimaereignisse bezeichnet, die sich vor etwa 4200 Jahren (kurz 4,2 ka BP, d. h. 4,2-tausend Jahre vor 1950) ereigneten. In verschiedenen Regionen vor allem der Nordhemisphäre wurden für diesen Zeitraum Hinweise auf Phasen einer Abkühlung und ungewöhnlicher Trockenheit gefunden. Nach zahlreichen Hypothesen über die Auswirkungen des 4,2-ka-BP-Ereignisses auf die damals bestehenden Kulturen dürfte es einer der folgenreichsten Klimaeinschnitte des Holozäns gewesen sein.
Es setzte gegen 2250 v. Chr. ein und dauerte das gesamte 22. Jahrhundert v. Chr. Der Zusammenbruch des Alten Reichs in Ägypten sowie des Akkadischen Reichs in Mesopotamien sind wahrscheinlich von ihm ausgelöst worden. Die Indus-Kultur reagierte auf die langanhaltende Dürre mit einer Verlagerung ihrer Siedlungen nach Südosten.
In der Chronostratigraphie beginnt mit dem 4,2-ka-BP-Ereignis das Meghalayum, die oberste Stufe des Holozäns. Ein Speleothem aus der Mawmluh-Höhle in Nordostindien weist in einem Schnitt in der δ18O-Isotopenkurve einen auf ca. 4200 BP datierten Ausschlag auf, der deutlich außergewöhnliche Trockenheit anzeigt. Dieser Punkt ist der GSSP des Meghalayan.

## Nachweise

Rekonstruierte Temperaturaufzeichnungen Grönlands, gewonnen aus Eisbohrkernen. Im Vergleich zum 8,2-Kilojahr-Ereignis (Jahr 6200 v. Chr.) ist das 4,2-Kilojahr-Ereignis (Jahr 2200 v. Chr.) nur sehr undeutlich ausgeprägt.

Ein Zeitabschnitt extremer Dürre, der vor 4200 Jahren erfolgte, kann deutlich für Nordafrika, den Nahen Osten, das Rote Meer, die Arabische Halbinsel, den Indischen Subkontinent und für das Innere Nordamerikas nachgewiesen werden. Zu etwa derselben Zeit stießen die Gletscher im Westen Kanadas erneut vor. Weitere Indizien für das Klimaereignis finden sich in italienischen Höhlenablagerungen, in der Eiskappe des Kilimanjaro und im Gletschereis der Anden. Diese Dürreperiode, die in Mesopotamien erst um 2150 v. Chr. richtig zur Entfaltung kam und mit einer Abkühlung im Nordatlantikraum korrelierbar ist, wurde auch mit dem Bond-Ereignis 3 in Verbindung gebracht.
Inwieweit es sich um ein einheitliches globales Ereignis handelte oder verschiedene, regional und zeitlich auseinanderliegende Klimaereignisse als 4,2-ka-BP-Ereignis bezeichnet werden, ist auch Ende der 2010er Jahre noch Gegenstand der wissenschaftlichen Forschung und Diskussion.

## Auswirkungen

### Altes Reich in Ägypten
Um 2150 v. Chr. erlebte das Alte Reich eine Reihe außergewöhnlich niedriger Nilfluten. In diese Zeit von Klima- und Umweltveränderungen fallen häufigere Angriffe auf das Reich im Norden, politische Unruhen bis hin zum Zusammenbruch der zentralen Regierungsgewalt. Hungersnöte, soziale Wirren und gesellschaftliche Auflösungserscheinungen waren die Folge. Großprojekte wie der Pyramidenbau kamen zum Erliegen.
Die Ursache für die verminderten Nilfluten ist wahrscheinlich in einer Südverschiebung des ostafrikanischen Monsuns zu suchen. Sedimentfrachten aus dem Weißen Nil, der durch das Monsunregime geprägt ist, gingen in diesem Zeitraum zurück. Ein Rückgang der Vegetation könnte als Rückkopplung die Dürre noch verstärkt haben.
Erst nach 40 Jahren konnte in einigen Gauen die alte Ordnung wiederhergestellt werden. Nach einem Wandel im Selbstverständnis des Pharaonentums gelang schließlich die Wiedervereinigung, die von fähigen Provinzbeamten, Rechtsprechung, Bewässerungsprojekten und einer Reform in der Verwaltung getragen wurde.

### Mesopotamien
Die Dürre in Mesopotamien steht möglicherweise mit kühleren Oberflächentemperaturen im Nordatlantik in ursächlichem Zusammenhang (Bond-Ereignis 3). Moderne Messungen zeigen, dass deutliche (mehr als 50 %) Verringerungen des Jahresniederschlags in Mesopotamien immer dann erfolgen, wenn die Oberflächentemperaturen im subpolaren Nordwestatlantik anomale Abkühlungen erfahren. Der aus dem östlichen Mittelmeerraum stammende Niederschlag im Einzugsgebiet von Euphrat und Tigris erfolgt im Winter und wird durch die Höhenlage Ostanatoliens bedingt (siehe auch Westwindzone). Schmelzwasser aus den angrenzenden Gebirgen der heutigen Osttürkei und Armeniens und dem Zagros sorgt auch im Frühjahr und Sommer noch für Zufluss in die Region. Der Süden des Zweistromlandes liegt zwischen den Einflussbereichen des afrikanischen und indischen Sommermonsuns und kann von Verlagerungen dieser Monsune betroffen sein.
Das Reich von Akkade, das unter Sargon von Akkad um 2300 v. Chr. geschaffen worden war – nach Ägypten, dessen Vereinigung bereits um 3080 v. Chr. erfolgt war, der zweite flächendeckende Territorialstaat der Geschichte – erfuhr wahrscheinlich auch aufgrund der extrem langanhaltenden Trockenheit seinen unaufhaltsamen Niedergang. Nach 1900 v. Chr. blühte es jedoch noch einmal auf. Archäologisch kann nachgewiesen werden, dass um 2170 v. Chr. die landwirtschaftlich genutzten Ebenen Nordmesopotamiens aufgegeben wurden und als Folge ein Flüchtlingsstrom nach Süden einsetzte. Um diesen Zustrom von Nomaden zu unterbinden, wurde in Zentralmesopotamien eine 180 Kilometer lange Mauer, der Amurriterdamm, errichtet. Das von ständigen Attacken demoralisierte akkadische Heer wurde 2150 v. Chr. von den aus dem Zagros kommenden Gutäern letztendlich besiegt, welche dann 2115 v. Chr. die Hauptstadt Akkad einnahmen und zerstörten.
Gegen Ende des 3. Jahrtausends v. Chr. lässt sich im gesamten Nahen Osten ein deutlicher Wandel in der Landwirtschaft beobachten. Erst gegen 1900 v. Chr., gut 200 Jahre nach dem Zusammenbruch des Akkadischen Reichs, wurden die nördlichen Ebenen von kleineren, sesshaften Gruppen wiederbesiedelt.

### Arabische Halbinsel
Am Persischen Golf kann das 4,2-Kilojahr-Ereignis an einem drastischen Wandel im Siedlungsbau, im Keramikstil und in den Grabanlagen erkannt werden. Die Dürre des 22. Jahrhunderts v. Chr. bedeutete das Ende für die Umm-an-Nar-Kultur und den Übergang zur Wadi-Suq-Kultur.

### Iberische Halbinsel
Auf der Iberischen Halbinsel ist das Klima zwischen 2800 und 1100 v. Chr. recht stabil und relativ feucht. Eine Niederschlagsrekonstruktion zeigt zwei schnell auftretende, ausgeprägte Trockenphasen von 2350 bis 2200 calBC (4,3 - 4,15 ka BP) und von 2100 bis 2000 calBC (4,05 - 3,95 ka BP). Auf der Iberischen Halbinsel nimmt die Siedlungsaktivität ab 2500 v. Chr. zunächst leicht ab, und zwischen 2300 und 2100 v. Chr. ist sie deutlich reduziert. Vor allem im Südosten, und hier insbesondere in der Evora-Gegend, wurde ein Einbruch des Siedlunsgeschehens dokumentiert, und in den darauffolgenden Jahrhunderten bleibt die Besiedlung auf geringem Niveau. Im Gegensatz dazu lässt sich in Andalusien zwar auch zunächst ein geringer Einbruch zur selben Zeit feststellen, doch erfolgt kurz hierauf nicht nur eine Stabilisierung, sondern das El-Argar-Phänomen beginnt zu florieren. Dieses Phänomen wird nicht durch die zweite Trockenphase negativ beeinflusst. Dass die beiden Entwicklungen zusammenhängen, ist eine denkbare Erklärung.

### China
In Zentralchina kam es gegen Ende des 3. Jahrtausends zum Zusammenbruch neolithischer Kulturen, deren Grundlage in der semiariden Zeit der Getreideanbau gewesen war. Die Weidewirtschaft gewann wieder an Bedeutung. Ursache waren wahrscheinlich häufigere Dürren. Möglicherweise erreichte der Sommermonsun nicht mehr die betroffenen Gebiete, weil sich infolge der Abkühlung die innertropische Konvergenzzone nach Süden verschoben hatte.
Am Mittellauf des Gelben Flusses ereignete sich zu diesem Zeitpunkt eine Reihe außergewöhnlicher Überschwemmungen. Im Becken des Yishu in Shandong wurde die blühende Longshan-Kultur von Temperaturstürzen heimgesucht, welche eine drastische Verringerung der Reisproduktion nach sich zogen. Die Lebensmittelverknappung bewirkte ihrerseits einen deutlichen Bevölkerungsrückgang, der in einer weitaus niedrigeren Anzahl archäologischer Fundstätten Ausdruck findet. Gegen 2000 v. Chr. wurde die Longshan-Kultur von der Yueshi-Kultur verdrängt, die im Vergleich mit ihrem Vorgänger unterentwickelte und wesentlich einfachere Merkmale aufweist. In Henan jedoch ging aus der Longshan-Kultur die fortschrittliche Erlitou-Kultur hervor.

### Mauritius
Untersuchungen ergaben, dass etwa 2200 v. Chr. für etwa 50 Jahre auf der Insel Mauritius große Trockenheit herrschte; wahrscheinlich weil der übliche Monsunregen fehlte.